# Шипшина волохата
{{#ifeq:0|0|{{#if:|{{#if:Rosavillosa|[[]}}|}}}}
Шипшина волохата (Rosa villosa) — вид рослин родини розові (Rosaceae), поширений у Європі, Туреччині, Азербайджані, Грузії.

## Опис

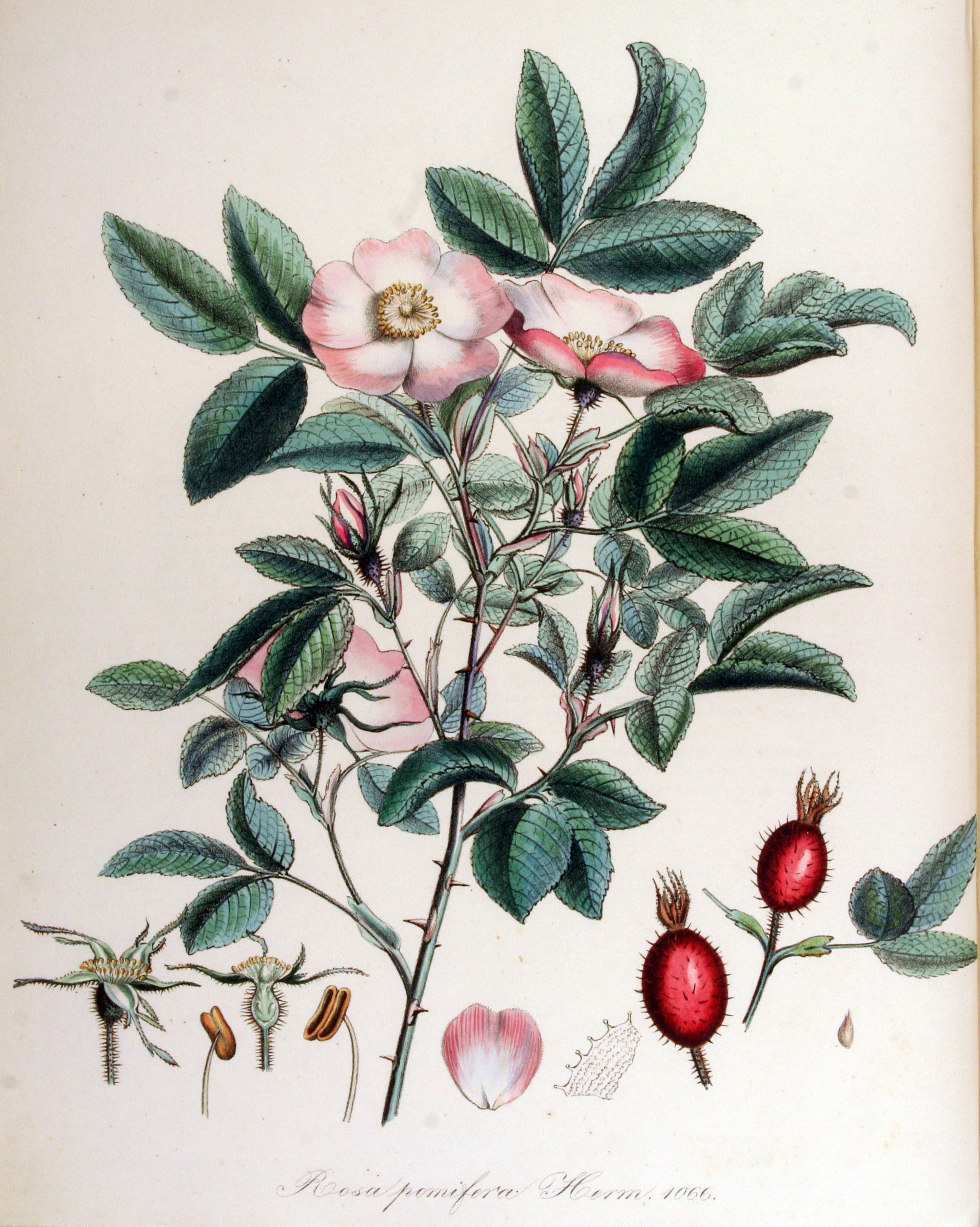

Чагарник до 1.5(2) м заввишки. Стовбурці й гілки вкриті шилоподібними шипами. Квітконосні пагони усіяні дрібними голкоподібними або щетинястими залозками. Почергово розташоване листя непарно перисте, має 5 або 7 листочків. Листочки широко еліптичні, зазвичай великі, розміром 4–5 × 2.5–3 см. Якщо кущ невеликий, то листочки значно менші. Квітконіжки короткі, 8–12 мм довжиною, зрідка довгі. Пелюстки темно-рожеві.

## Поширення
Поширений у Європі (крім півночі, Португалії й островів), Туреччині, Азербайджані, Грузії.
В Україні зростає в заростях чагарників, на узліссях, в рідколіссі, а також на крейдяних схилах, обривах і уздовж лісових струмків — у Розточчя-Опільських лісах, Поліссі, Лісостепу (західному, правобережному, лівобережному, донецькому), заходить у північні степові райони, у Криму на яйлах. Дуже поліморфний вид. На крейдяних схилах росте як невеликі кущики.